# Botànica

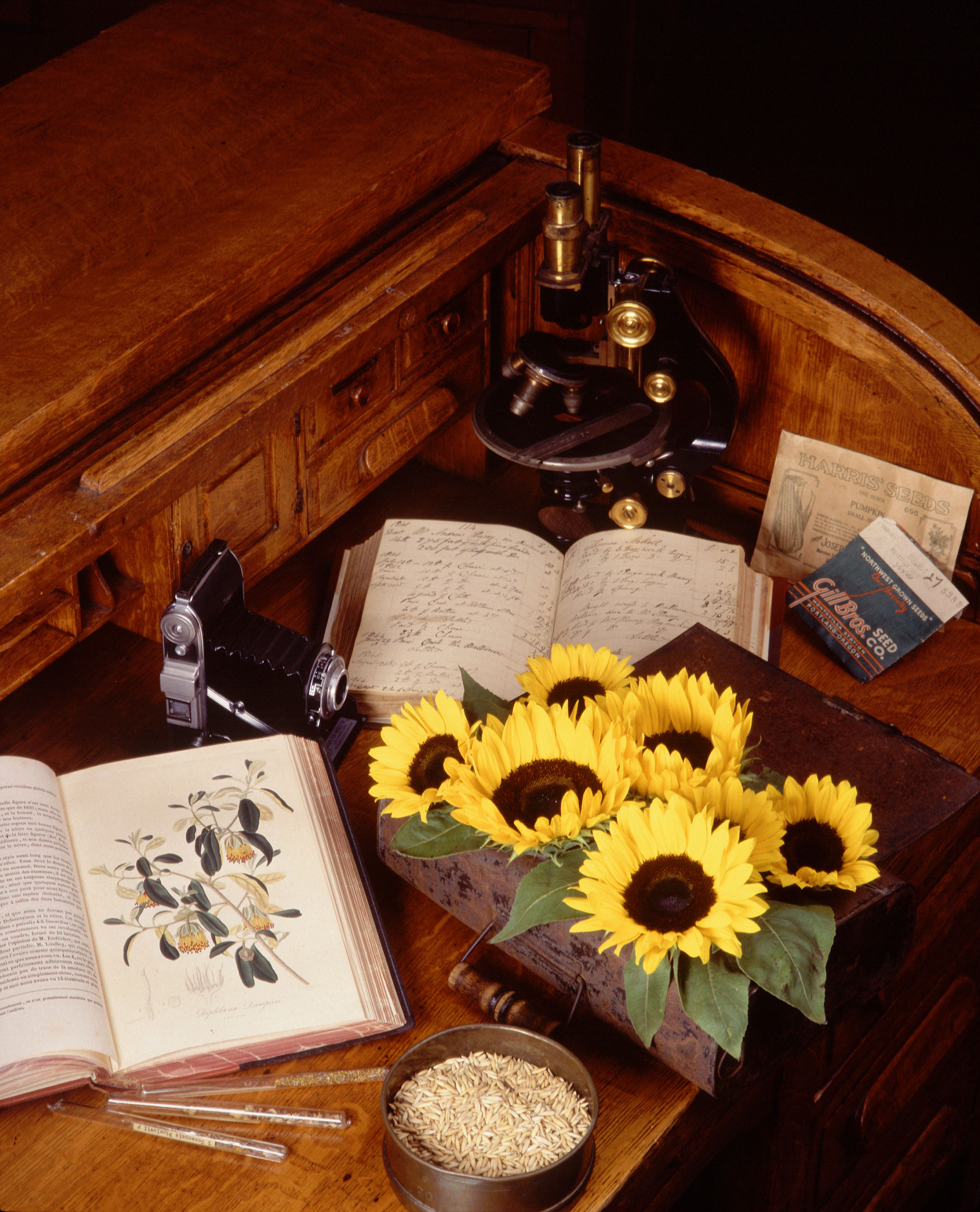
Eines tradicionals utilitzades en botànica

La botànica, del grec βοτάνη (votani, 'herba'), és la ciència que s'ocupa dels vegetals o de tots els organismes tradicionalment considerats com a vegetals. El concepte de vegetal, que estava clar en temps d'Aristòtil, ha quedat desdibuixat pel desenvolupament del coneixement, de manera que, al seu torn, es defineix per ser l'objecte d'estudi de la botànica. En la pràctica, els botànics estudien les plantes, les algues i els fongs. En el camp de la botànica, cal distingir entre una botànica pura, l'objecte de la qual és ampliar el coneixement de la natura, i una botànica aplicada, les investigacions de la qual estan al servei de la tecnologia agrària, forestal, farmacèutica…
En anglès, l'estudi en el seu concepte més ampli dels vegetals es diu cada vegada més Plant Biology, i la seva equivalència en català seria «biologia vegetal», reservant el terme Botany cada vegada més per a l'estudi de la diversitat (sistemàtica) i les adaptacions dels vegetals.
Un sinònim relativament poc utilitzat de botànica és fitologia, de les arrels gregues φυτόν ('planta') i λόγος ('tractat', 'ciència'), que seria el terme homòleg de zoologia (l'estudi dels animals).
La botànica cobreix un ampli rang de continguts, que inclouen aspectes específics propis dels vegetals; de les disciplines biològiques que s'ocupen de la composició química (fitoquímica); l'organització cel·lular (citologia vegetal) i tissular (histologia vegetal); del metabolisme i el funcionament orgànic (fisiologia vegetal), del creixement i el desenvolupament; de la morfologia (fitografia); de la reproducció; de l'herència (genètica vegetal); de les malalties (fitopatologia); de les adaptacions a l'ambient (ecologia), de la distribució geogràfica (fitogeografia o geobotànica); dels fòssils (paleobotànica) i de l'evolució.

## Abast i importància de la botànica

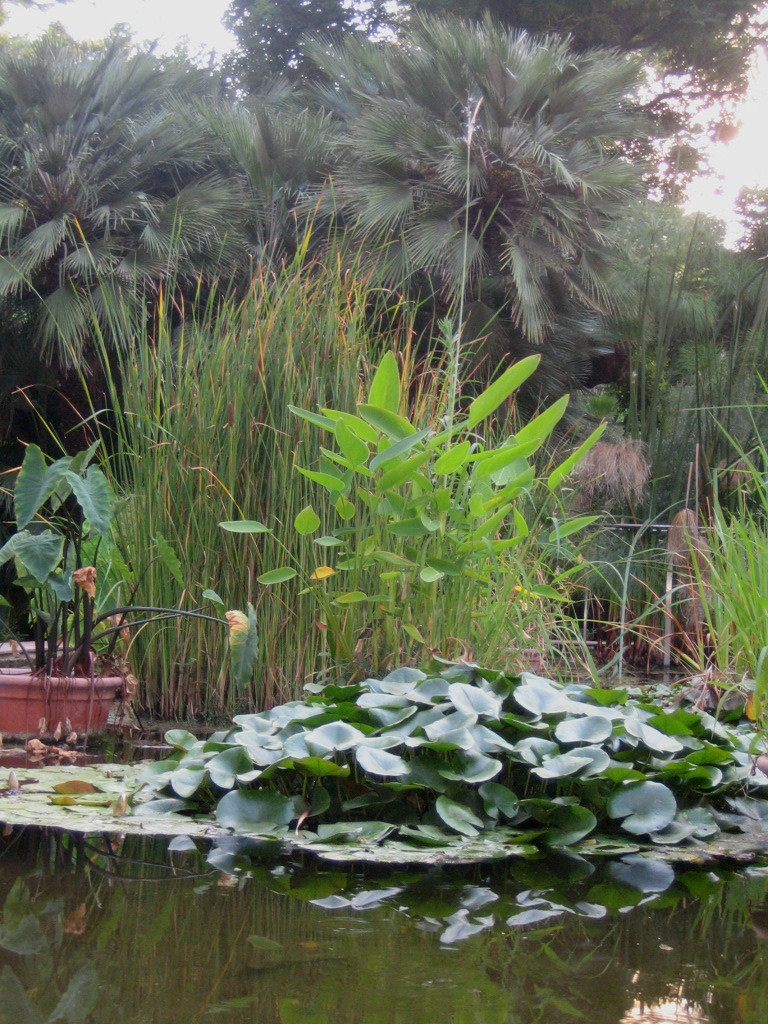
Estany del Jardí Botànic de València

Com per a altres formes de vida, la vida dels organismes vegetals pot ser estudiada des de diferents perspectives, des de la molecular a la genètica, passant per l'estudi específic de la ultraestructura organul·lar i cel·lular i l'anatomia tissular, l'organografia (anatomia macroscòpica), la geobotànica i l'ecologia vegetal. En cadascun d'aquests nivells, el botànic pot detenir-se en la classificació, l'estructura anatòmica, o les funcions (fisiologia) de les plantes.
Històricament, la botànica abasta tots els organismes que no eren considerats animals. Entre aquests, hi ha els fongs (estudiats per la micologia), els bacteris (estudiats en paral·lel per la microbiologia) i les algues (estudiats per la ficologia). Les algues, els fongs i els bacteris ja no són considerats mai plantes, però en el cas dels últims ningú discuteix que són matèria per a la botànica.
Quin és el significat de la ciència botànica? Els distints grups de vegetals participen de manera fonamental en els cicles de la biosfera. Plantes i algues són els productors primaris, responsables de la captació d'energia solar de la qual depèn tota la vida terrestre, de la creació de matèria orgànica i, també, com a subproducte, de la generació de l'oxigen que inunda l'atmosfera i justifica que gairebé tots els organismes treguin avantatge del metabolisme aerobi.

### Per a alimentar el món
Gairebé tot el que mengem prové de les plantes, ja sigui de manera directa com a aliments bàsics com fruita i verdura, o indirectament mitjançant el bestiar, que és alimentat per les plantes que componen el farratge. En altres paraules, les plantes són la base de tota la cadena alimentària: formen el que els ecòlegs anomenen el primer nivell tròfic. Per entendre com les plantes produeixen el que mengem, és important conèixer el seu paper per ser capaços d'alimentar el món i proveir seguretat alimentària per a futures generacions. No totes les plantes són beneficioses als humans; les males herbes són considerades perjudicials per a l'agricultura i la botànica proveeix ciència bàsica per mitigar-ne l'impacte.
L'etnobotànica és l'estudi del paper que juguen les plantes en les societats humanes.

### Per a entendre els processos fonamentals de la vida

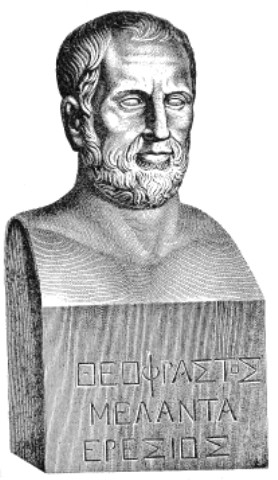
Bust de Teofrast, filòsof de l'antiga Grècia i autor de diverses obres sobre botànica

Gregor Mendel va col·locar les bases de la genètica amb els seus estudis de les plantes.
Les plantes són organismes en els quals els processos fonamentals de la vida (com divisió cel·lular i síntesi proteica, per exemple) poden ser estudiats sense els dilemes ètics d'estudiar animals i éssers humans. La lleis genètiques de l'herència van ser descobertes d'aquesta manera per Gregor Mendel, que estava estudiant la manera en què s'hereta la forma del pèsol. El que Mendel va aprendre de l'estudi de les plantes ha arribat ben lluny incidint en els beneficis extra de la botànica. Addicionalment, Barbara McClintock va descobrir «gens saltadors» en l'estudi del blat de moro. Són exemples per a demostrar com l'estudi de la botànica ha estat important per a l'enteniment dels processos biològics fonamentals.

### Per a subministrar remeis medicinals i matèries vegetals

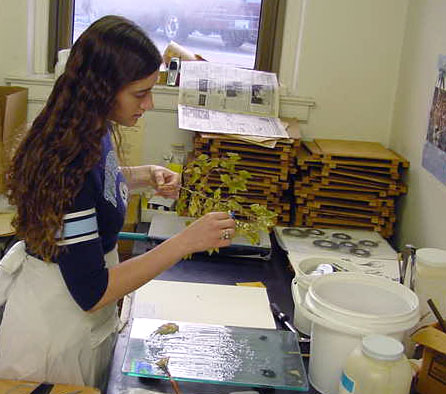
Elaboració d'un herbari

La botànica farmacèutica és la part de la botànica que estudia les plantes per les seves propietats medicinals. Moltes de les nostres medicines i algunes drogues, com el cànnabis, la cafeïna i la nicotina, venen directament del regne vegetal. L'aspirina, que originàriament venia de l'escorça de salze, n'és un exemple. Pot ser que hi hagi moltes plantes que puguin proveir de medicaments que alleugin malalties en el futur, però que encara estan sense investigar ni descobrir. Estimulants populars com el cafè, la xocolata, el tabac i el te també venen de plantes. Moltes de les begudes alcohòliques deriven de la fermentació de fruits, com el llúpol i el raïm.
Les plantes també ens proveeixen de molts materials, com el cotó, la fusta, el paper, el lli, olis vegetals, alguns tipus de cordes (jute, espart) i cautxú natural. La producció de seda no seria possible sense el cultiu dels arbres de morera. La canya de sucre, la colza, la soia i altres plantes amb un important contingut de sucre fermentable o oli han estat recentment utilitzades com a font per a l'obtenció de biocombustibles, que són una alternativa important als combustibles fòssils.

### Per a entendre els canvis ambientals

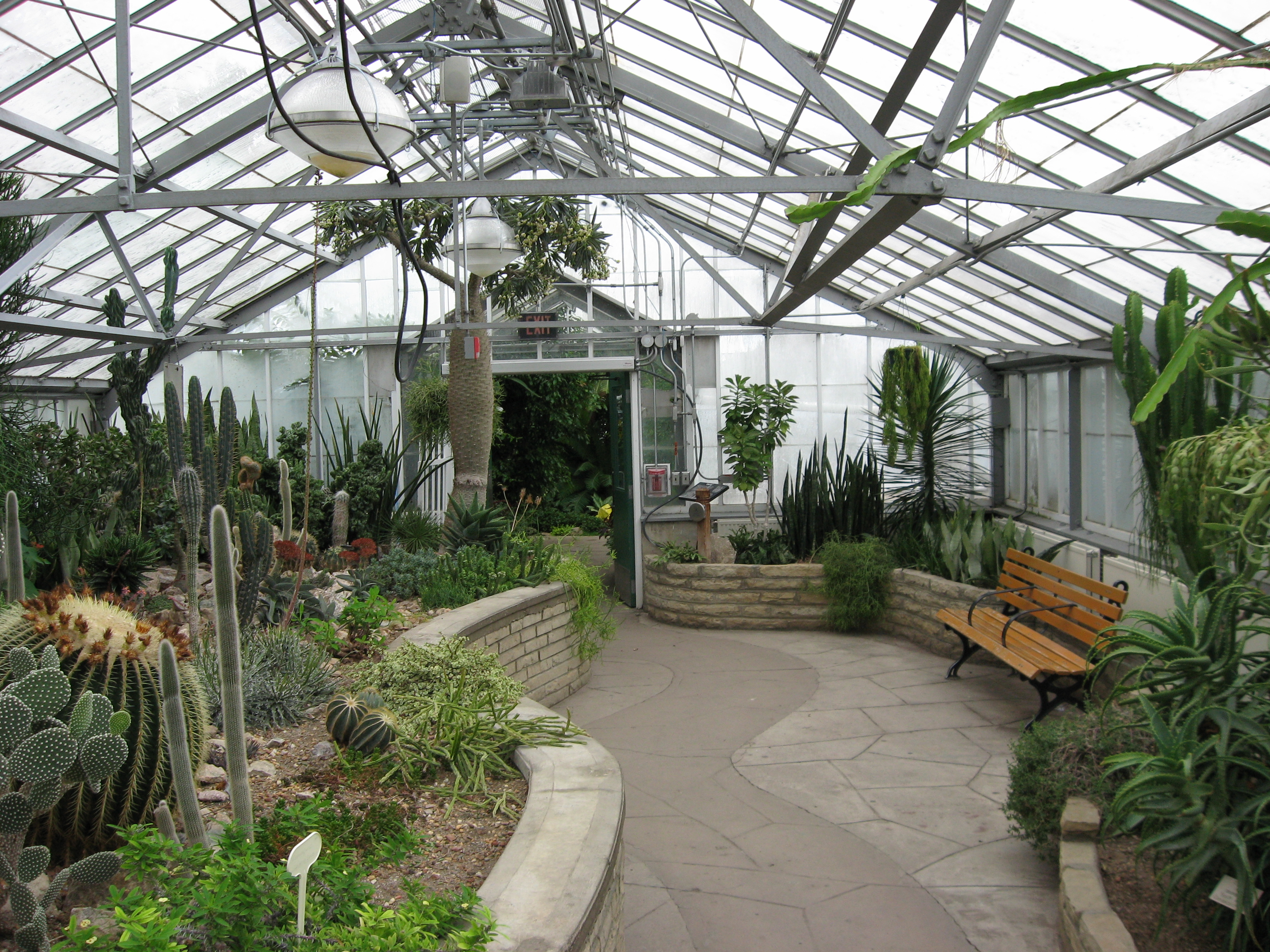
Hivernacle amb cactus a Toronto, Canadà

Les plantes també poden ajudar a l'enteniment dels canvis del medi ambient de moltes formes.

- L'enteniment de la destrucció de l'hàbitat i espècies en extinció depèn d'un catàleg complet i exacte de plantes, de la sistemàtica i taxonomia.
- La resposta de les plantes a la radiació ultraviolada pot ocasionar problemes com els forats en la capa d'ozó.
- L'anàlisi de pol·len dipositat per plantes en temps passats pot ajudar els científics a reconstruir la història del clima i pronosticar el futur, una part essencial d'investigacions sobre canvis climàtics.
- Recopilar i analitzar el temps i els cicles de vida és important per a la fenologia utilitzada per a la investigació de canvis climàtics.
- Els líquens, sensibles a les condicions atmosfèriques, tenen un ús extensiu com a indicadors de contaminació.

De moltes maneres diferents, les plantes poden actuar una mica com a canaris -donant senyals primerencs d'avís-, alertant-nos dels importants canvis en el nostre ambient. En addició a aquestes raons pràctiques i científiques, les plantes són summament valorades en la recreació per a milions de persones que gaudeixen l'ús de les plantes cada dia en la jardineria, l'horticultura i la gastronomia.

## Història

### Orígens
La història de la botànica sembla arrencar de temps molt llunyans: és possible que els humans del Paleolític tinguessin coneixements empírics sobre les propietats medicinals, comestibles o metzinoses dels vegetals de l'indret on sojornaven i que d'una manera o una altra passessin als agricultors del Neolític, acompanyats de nocions elementals de fisiologia (germinació, canvis associats a la temperatura, humitat, acidesa del sòl, etc.). De tota manera, i per la seva proximitat a la molt pràctica intenció d'obtenir aliment, l'estudi de les plantes és un dels que han deixat rastres més antics. Els primers escrits de què es té notícies van ser registres de plantes alimentoses o medicinals, per exemple, el Llibre de jardineria de Marduk-Apal-Iddina II (segle viii aC), rival de Sargon II d'Assíria i governant de Babilònia, que tracta de les plantes comestibles, farratgeres, medicinals o ornamentals que es conreaven en aquell temps a Mesopotàmia.
Un primer interès científic, o més aviat filosòfic, es troba en Empèdocles d'Agrigent (490-430 aC), el representant més conegut de l'escola Pitagòrica. Va explicar que les plantes no sols tenen ànima, sinó també alguna forma de sentit comú, perquè, per molt que les destorbem, insisteixen en la seva intenció i creixen cap a la llum. Empèdocles també va assenyalar que el cos d'una planta no forma un tot integrat, com el d'un animal, sinó que sembla com si cada part visqués i cresqués pel seu compte. Ara expressaríem la mateixa idea en termes de desenvolupament obert o indeterminat.
Aristòtil (384-322 aC) va escriure extensament sobre animals, però no sobre plantes. Teofrast (372-287 aC), un poc més jove, va ser el seu deixeble i heretà d'ell la direcció del Liceu, a més de la seva biblioteca. Teofrast va deixar dues obres importants que se solen assenyalar com l'origen de la ciència botànica: Recerca sobre les plantes (9 llibres) i Sobre les causes de les plantes (6 llibres). Sobre aquesta temàtica, l'obra de Teofrast és la més important des de l'antiguitat fins a l'edat mitjana.

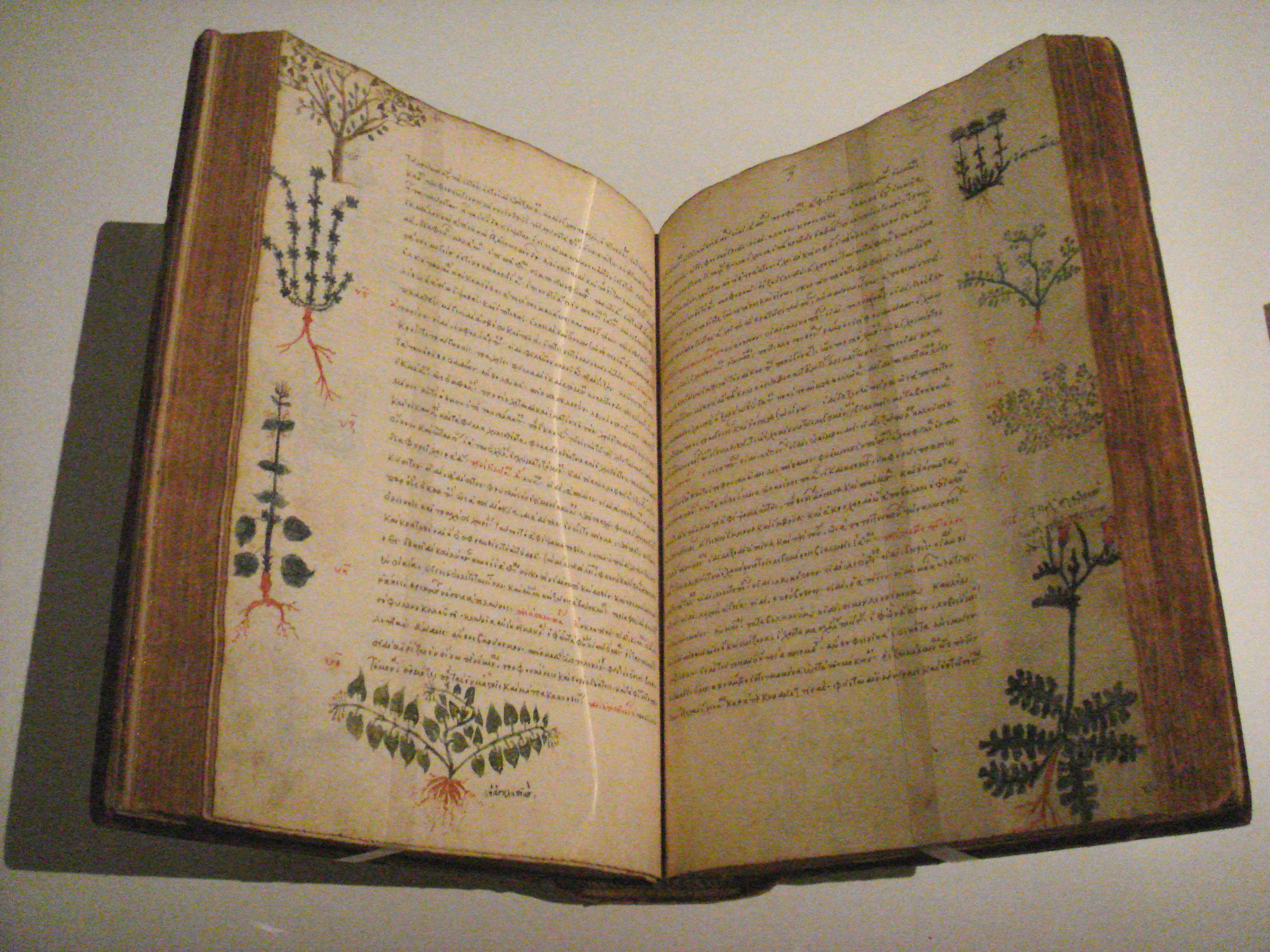
Edició grega del de l'obra de Dioscòrides De Materia Medica

Els romans ho abordaven tot amb un sentit més pràctic, menys emparentat amb la ciència pura que amb l'enginyeria o la ciència aplicada. Aquest caràcter pràctic, el trobem en l'obra de Plini el Vell (23-79), Naturalis Historiae (Història natural), en què l'atenció prestada a les plantes és per una altra part molt limitada. La mateixa orientació pràctica anima l'obra de Dioscòrides Pedaci (segle i), metge grec al servei de l'exèrcit imperial romà, l'obra del qual Περί ύλης ιατρικής o De materia medica està dedicada, com el seu títol indica, a les fonts dels medicaments. No té res a veure amb l'obra de Teofrast, que és una veritable enciclopèdia botànica.

### Edat mitjana
A Europa, tot el coneixement acumulat durant l'antiguitat va haver de ser redescobert a partir del segle xii, per haver-se perdut o ignorat en bona part durant la baixa edat mitjana, després de la caiguda de l'Imperi Romà en el segle v. Només la tradició conservadora de l'Església i la labor d'algunes poques personalitats van fer avançar, encara que molt escadusserament, el coneixement de les plantes.
En el món musulmà, destaca el kurd Abu-Hanifa ad-Dinawarí (828-896), considerat el fundador de la botànica àrab gràcies a l'obra كتاب النبات Kitab an-nabat o Llibre de les plantes, en què descriu almenys 637 plantes, discuteix el desenvolupament vegetal des de la germinació fins a la mort, descrivint les fases del creixement i la producció de flors i fruits.
L'obra de Teofrast Historia Plantarum va servir com un punt de referència durant diversos segles i va ser ampliada vers l'any 1200 per Giovanni Bodeo da Stapelio, que va afegir comentaris i dibuixos. En aquest mateix segle, el biòleg andalusí Abu-l-Abbàs an-Nabatí va desenvolupar un mètode científic per a la botànica, introduí tècniques empíriques i experimentals per a les proves i descripcions de les plantes medicinals, separant la informació no verificada d'aquella recolzada per l'observació i l'experimentació. El seu alumne Ibn al-Baytar (1197-1248) va escriure una enciclopèdia farmacèutica, Kitab al-jami fi al-adwiya al-múfrada (كتاب الجمع في الأدوية المفردة, Llibre de medecines i productes alimentaris simples), en què va descriure 1.400 espècies de plantes, aliments i drogues, 300 dels quals eren descobriments propis. La seva obra va ser traduïda al llatí i va tenir una gran influència en el desenvolupament dels biòlegs i herboristes europeus dels segles xviii i xix.
A Europa, destaca Albert el Gran (1206-1280) amb l'obra De vegetabilis et plantis libri septem (Set llibres de vegetals i plantes del 1250), que constitueix un assaig d'inspiració aristotèlica en el qual s'inclouen problemes de fisiologia vegetal i una classificació de les plantes refonent la d'Aristòtil i la de Teofrast, i en la qual diferencia les plantes «sense fulles» (en què inclou bona part de les criptògames) de les plantes «amb fulles» (les plantes superiors). Aquestes últimes, al seu torn, les va dividir en «plantes corticades» (avui monocots) i «plantes tunicades» (que avui coneixem com a magnoliòpsids).

### Renaixement

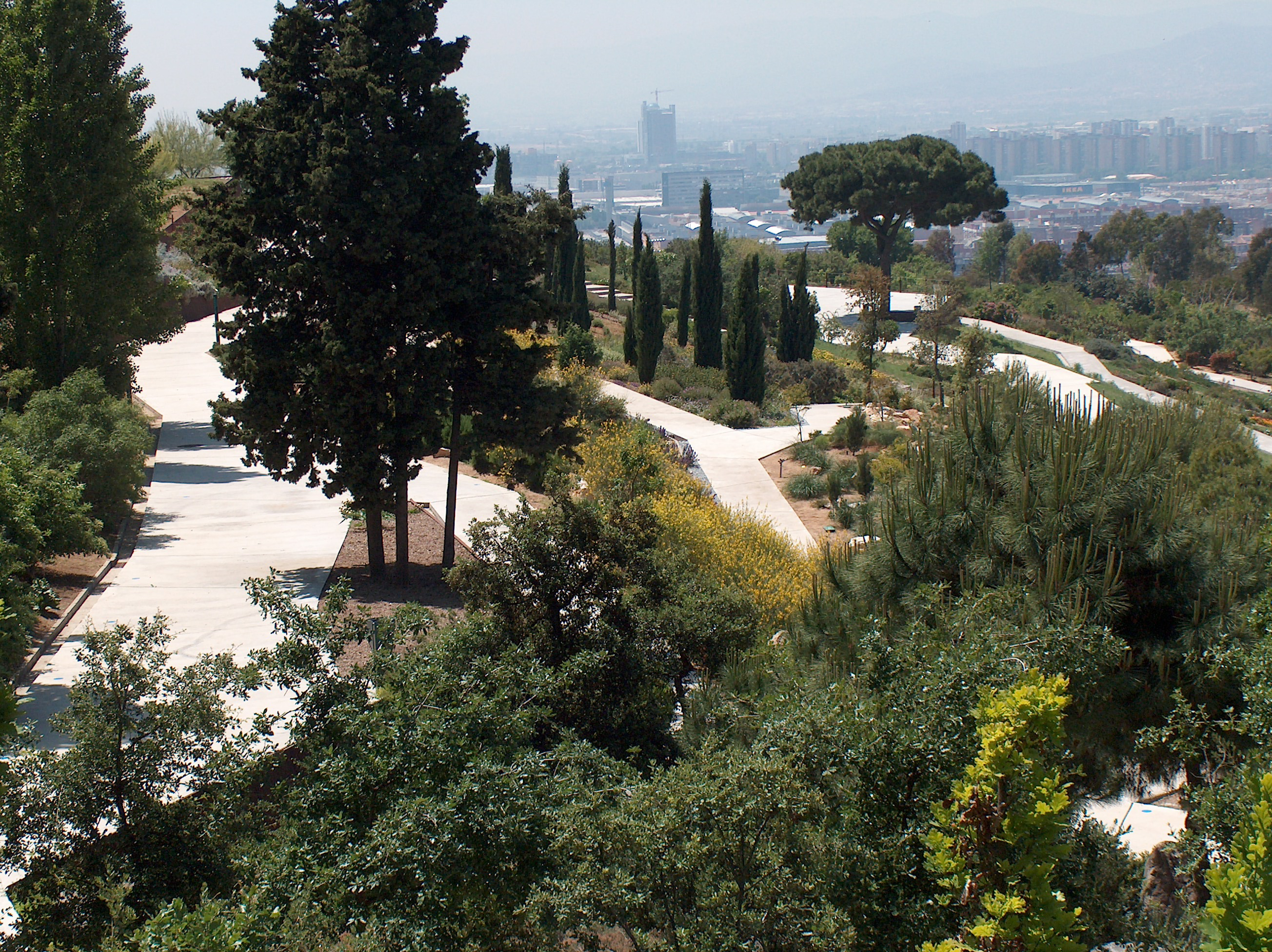
Jardí botànic de Barcelona

El Renaixement va suposar una revolució en el món de les ciències; es va emprendre l'estudi acurat de l'univers material i de la naturalesa humana per mitjà d'hipòtesis i experiments. Diversos factors van contribuir al progrés de la botànica, com per exemple l'aparició de la impremta, la disponibilitat del paper per a l'elaboració dels herbaris o el desenvolupament dels jardins botànics. A més, el progrés de la navegació va impulsar les exploracions i, amb aquestes, va augmentar el nombre de plantes conegudes.
Al segle xvi, al nord d'Itàlia, es van fundar els primers jardins botànics. El primer que es va crear va ser el de Pàdua, el 1545. Així, es podia realitzar l'estudi empíric de les plantes de cada país i de les exòtiques, portades pels exploradors europeus i conreades als jardins; van començar a publicar-se tractats i catàlegs que ja no es limitaven a reproduir o simplement a comentar l'obra dels antics, sinó que, comprovada la insuficiència dels catàlegs antics, buscaven obtenir i presentar un coneixement al més exhaustiu possible de la diversitat de les plantes. Destaquen en aquesta tasca obres com les de Lonicer, Dalechamp, Monardes o Clusius (L'Écluse), Gesner o Fuchs. En aquest període, l'esquema classificador encara es fonamentava en el de Teofrast.
L'obra Pinax theatri botanici (1623), del suís Gaspard Bauhin, recollia ja unes 6.000 espècies vegetals que l'autor es va dedicar a classificar en grups naturals, en comptes de fer-ho en una llista alfabètica com els seus predecessors. Tot i així, el criteri emprat, que es basava en la forma de les fulles, va resultar poc apropiat. Bauhin també va començar a usar les categories de gènere i espècie, en un sentit proper al que es faria servir en la biologia sistemàtica.
La necessitat de definir uns criteris de classificació va impulsar la investigació de les parts de les plantes i de les seves funcions. Andrea Cesalpino, en el seu llibre De plantis libri XVI (1586), va explicar que la classificació havia de basar-se en els caràcters objectius de les plantes, i no en la utilitat. El seu intent d'assolir una classificació natural no va reeixir, però destaca perquè va ser el primer a incloure en l'estudi de vegetals organismes com les algues, les molses, les falgueres, equisets, fongs i coralls, molt abans que es comprengués que aquests últims són en realitat animals.

### Edat moderna
El segle xvii és el del naixement de la ciència moderna, impulsada per l'obra de Galileu, i de la multiplicació de les acadèmies científiques, com l'Accademia dei Lincei, fundada el 1603, la britànica Royal Society, del 1660, o la francesa Académie des Sciences, de 1666.
El treball més important de sistemàtica vegetal del segle xvii és la Història generalis plantarum (Història general de les plantes) de l'anglès John Ray, referent de Linné, que el va proclamar «fundador» de la sistemàtica. Ray va introduir els conceptes de monocotiledònia i dicotiledònia en la classificació de les llavors anomenades plantes perfectes.
El 1665, utilitzant un dels primers microscopis composts, Robert Hooke va descobrir en el suro que la matèria vegetal està constituïda per cel·les (cèl·lules). En la mateixa època, Anton van Leeuwenhoek va fer les primeres observacions d'organismes microscòpics, entre aquests alguns de l'àmbit de la botànica, com els bacteris. Nehemiah Grew (1641-1711) va examinar metòdicament les estructures de les distintes parts de les plantes, observant que totes estan fetes de cèl·lules; publicà els seus resultats en la seva Anatomia de les plantes (The anatomy of plants, 1682). Marcello Malpighi (1628-1694) va aplicar el microscopi a l'estudi de l'anatomia de tota classe d'organismes; la seva obra Anatomia Plantarum (1671) conté les seves observacions sobre plantes.
Bernard Palissy (1510-1590) va explicar per què les plantes necessiten adobs. Woodward va mostrar el 1714 que les llavors germinades no es desenvolupen en aigua pura, però si en un extracte de sòl. Jan Van Helmont (1577-1644) va donar els primers passos per a la comprensió del paper de l'aigua en la nutrició de les plantes, però va ser I. Mariotte (1620-1684) qui va demostrar que, per a formar la seva massa, les plantes necessiten a més de l'aigua, matèria presa del sòl i de l'aire.
Durant el segle xviii, els sistemes de classificació es van fer deliberadament artificials i servien només per a la identificació. Aquestes classificacions són comparables a les claus dicotòmiques, en què els tàxons són agrupats artificialment en parells per unes poques característiques fàcilment recognoscibles. La seqüència dels tàxons en les claus sovint no té cap relació amb la seva agrupació natural o filogenètica. Al segle xviii, van arribar a Europa un gran nombre de noves plantes procedents de les terres recentment descobertes o explorades i de les colònies.
El 1754, Carl von Linné (1707-1778) va dividir el regne vegetal en 25 classes. Una d'aquestes, anomenada Cryptogamia, incloïa totes les plantes amb parts reproductives (algues, fongs, molses, líquens i falgueres).
La publicació de revistes especialitzades va ser fruit del creixent nombre de botànics que s'hi dedicaven. Així, a Berlín va nàixer Abhandlungen der Königlichen Akademie der Wissenschaften zu Berlin en 1815, a Hamburg Abh. Verh. Naturwiss. Vereins Hamburg N. F. en 1846.

### Edat contemporània

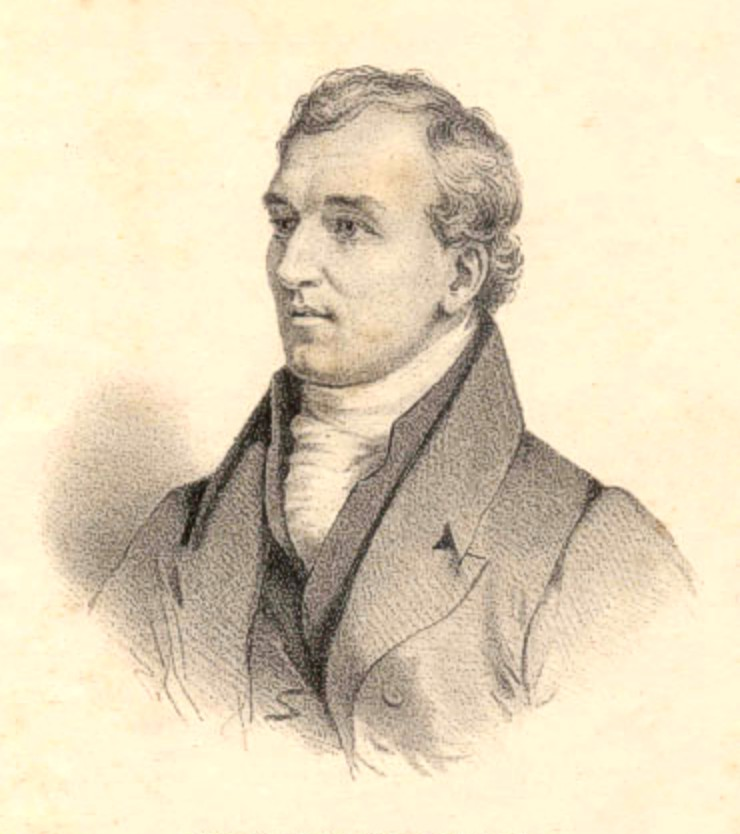
El botànic escocès David Douglas

#### La botànica moderna (des de1945)
Una considerable quantitat de nous coneixements en l'actualitat han estat generats per l'estudi dels plantes com Arabidopsis thaliana. Aquesta mala herba va ser una de les primeres plantes en què es va veure el seu genoma seqüenciat. Unes altres més importants comercialment com aliments bàsics com l'arròs, blat, dacsa, ordi, sègol, mill i soia tenen també les seves seqüències del genoma. Algunes d'aquestes són un repte, ja que tenen en les seves seqüències més de dos jocs de cromosomes haploides, una condició coneguda com a poliploïdia, comuna en el regne vegetal. Una alga verda unicel·lular, Chlamydomonas reinhardtii, és un altre model d'organisme important que ha estat extensivament estudiat i proveeix importants coneixements a la biologia cel·lular.

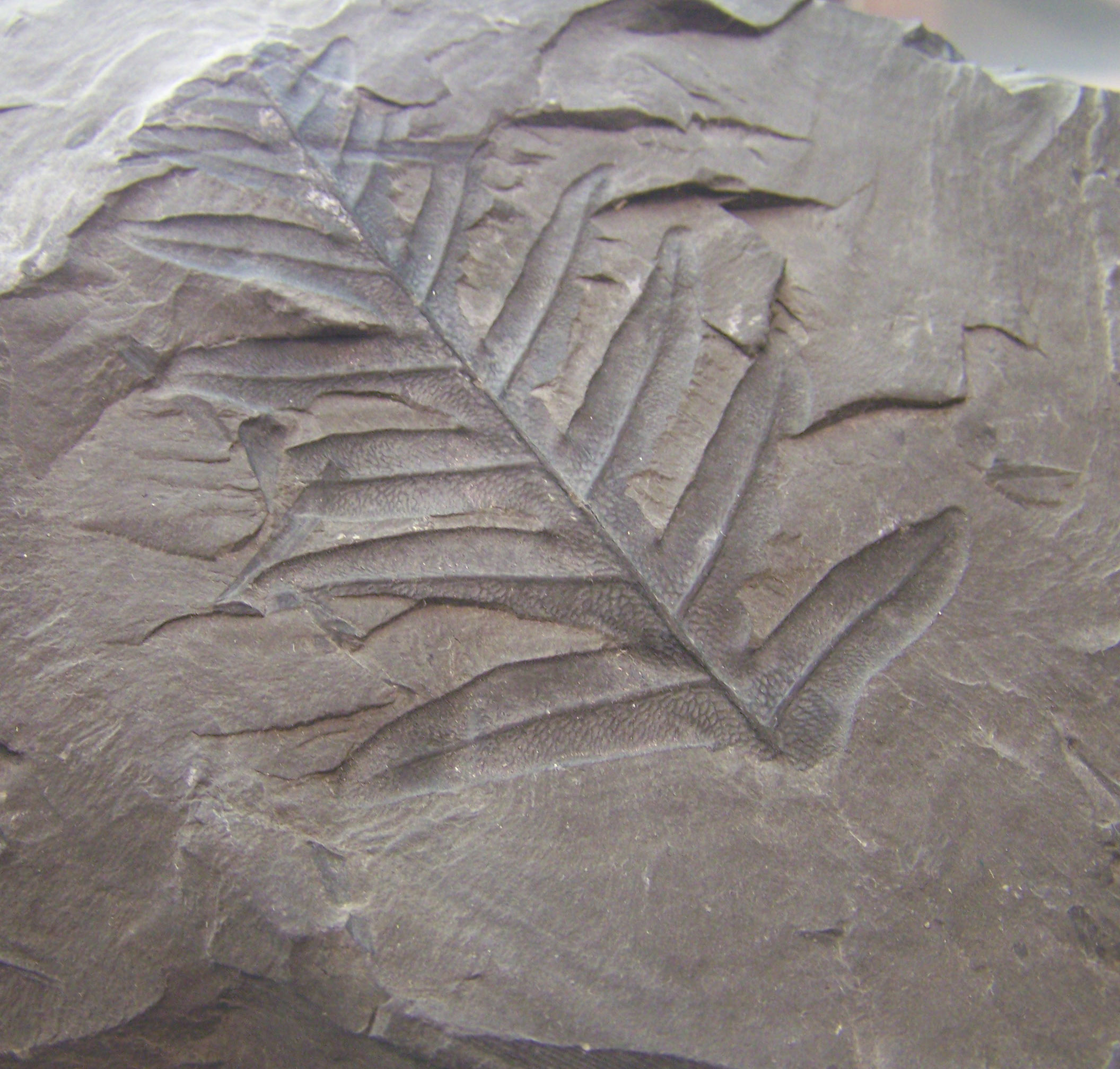
Fòssil de Lonchopteris rugosa del Carbonífer

## Botànics notables
- Abu al-Abbas al-Nabati (circa 1200)
- Ibn al-Baitar (circa 1248)
- Leonardo da Vinci (1452-1519)
- Pere Jaume Esteve (~1500-1556)
- Joan Plaça (~1525-1603)
- Carolus Clusius
- Francesc Micó (1528-1592),
- Joan Salvador i Riera (1683-1726)
- Carl von Linné (1707-1778)
- Antoni Josep Cavanilles i Palop (1745-1804)
- Aimé Bonpland (1773-1858)
- Augustin Pyramus de Candolle (1778-1841)
- David Douglas (1799-1834)
- Richard Spruce (1817-1893)
- Joseph Dalton Hooker (1817-1911)
- Gregor Johann Mendel (1822-1884)
- Thomas Henry Huxley (1825-1895)
- Luther Burbank (1849-1926)
- Pius Font i Quer (1888-1964)
- George Ledyard Stebbins (1906-2000)
- Joan Pañella i Bonastre (1916-1992)